# Attacus paraliae
Espèce
Attacus paraliae est une espèce de Lépidoptères (papillons) de la famille des Saturniidae, décrite en 1995 par l'entomologiste Richard S. Peigler.

## Description
L'holotype d’Attacus paraliae, un mâle, présente une aile antérieure de 119 mm et une aile postérieure de 90 mm.

## Répartition
L'espèce est présente dans l'Est des Célèbeset a été découverte en Malaisie. Elle vit à Peleng.

## Systématique
Le nom valide complet (avec auteur) de ce taxon est Attacus paraliae Peigler (d), 1985,. Au moment de sa description cette espèce n'était connue que d'un spécimen mâle collecté sur l'île de Peleng.

## Étymologie
Son épithète spécifique, paraliae, lui a été donnée en l'honneur de la mère de l'auteur, Paralie Williams Peigler, pour son soutien financier qui aura permis à celui-ci de poursuivre ses études sur le genre Attacus dans les musées européens.

## Publication originale
- [Peigler, 1985] (de) Richard S. Peigler, « Zwei neue Arten der Gattung Attacus (Lepidoptera, Saturniidae) », Nachrichten des Entomologischen Vereins Apollo, Allemagne, vol. 6, no 2,‎ septembre 1985, p. 53-60 (ISSN 0723-9912, lire en ligne)